# Axxis
Axxis és una banda alemanya de power metal que va ser fundada en 1988. El seu disc de debut "Kingdom of the Night", fou el millor disc de debut venut par una banda de hard rock a Alemanya en 1989 (17 de novembre).

## Biografia
AXXIS té una base de so, les seues arrels estan situades en el tradicional rock dur dels 70 i 80, que han trobat el seu propi estil que està orientat a ganxos com: "Living In A World, un dels pilars dels seus setlists en viu. El singular estil vocal de Bemhard és altra característica de marques de la banda. Una de les majors ambicions de Axxis és "ser una pura banda de Rock n' Roll".

## Membres
- Bernhard Weiß - cantant (1988- present)
- Harry Oellers - teclat (1988- present)
- Rob Schomaker - baix (2004- present)
- Andrè Hilgers - bateria (2004- present)
- Marco Wriedt - Guitarra (2007- present)

### Membres originals
- Guido Wehmeyer - guitars (1998-2006)
- Werner Kleinhaus - bass (1988-1993)
- Walter Pietsch - guitars (1988-1998)
- Markus Gfeller - bass (1993-1998)
- Richard Michaelski - drums (1988-2004)
- Kuno Niemeyer - bass (1988-2004)

## Discs
- Kingdom of the Night (1989)
- Axxis II (1990)
- Access All Areas (1991)
- The Big Thrill (1993)
- Matters of Survival (1995)
- Voodoo Vibes (1997)
- Back to the Kingdom (2000)
- Collection of Power - EP (2000)
- Eyes of Darkness (2001)
- Time Machine (2004)
- Paradise in Flames (2006)
- Best of Axxis (2006)
- Doom Of Destiny (2007)